# Brian in Love
"Brian in Love" (em português, "Brian Apaixonado") é o quarto episódio da segunda temporada da série animada da FOX Uma Família da Pesada. É o décimo primeiro episódio de toda a série. Participam como convidados Sam Waterston como Dr. Kaplan e uma fotografia do antigo apresentador da CBS Evening News Dan Rather como uma paranomásia.

## Enredo
Lois Griffin está decepcionada pelo fato de que Stewie urinou no tapete da sala de estar. O bebê nega enfaticamente, mas seus pais se convencem de que isso é um sinal de que o filho deve começar a usar o vaso sanitário. No entanto, quem realmente está urinando na casa é Brian, o qual tenta limpar a casa ao fazer xixi novamente.
Após uma tentativa falha de Peter fazer Stewie usar o banheiro, a família vai ao supermercado comprar alimentos. Na fila do caixa, Brian tem outro incidente e acaba revelando que Stewie (para seu prazer) é inocente. Isso o leva a visitar o Dr. Kaplan, um psiquiatra. O doutor afirma que o cão está tendo uma crise da meia-idade; então, Brian vai viajar e explorar as cidades.
Ele se sente melhor, mas pouco tempo após o seu retorno, Stewie decide se vingar e urina em toda a sala de estar. Brian (acreditando que foi o responsável por isso, mesmo não se lembrando de ter feito-o) se sente culpado e retorna para uma consulta do Dr. Kaplan e descobre por que ainda ocorre esses acidentes. Depois de revelar que a última vez que isso aconteceu foi quando viu Lois e Peter brigando com água enquanto lavavam o carro, o médico diz que ele está apaixonado por Lois.
Brian e Lois discutem a situação e decidem continuar como amigos. Peter, que não sabe do fato, supõe que a amada de Brian provavelmente "acabaria com algum idiota."

## Recepção
Em sua avaliação de 2008, Ahsan Haque da IGN classificou o episódio em 8/10, dizendo que o episódio mostra o amor de Brian por Lois de "maneira perfeitamente acreditável e de modo cuidadosamente sincero." Afirmou que "enquanto nem todas as piadas são engraçadas, [...] o foco nos sentimentos de Brian é muito sigificante para a série em termos de entretenimento e perspectiva contínua da história."